# Edu García Martín
Eduardo García Martín (Zaragoza, Aragón, España, 24 de abril de 1990), conocido deportivamente como Edu García, es un futbolista español que juega como centrocampista en las filas del Sichuan Jiuniu de la Primera Liga China, la segunda división del país asiático.

## Trayectoria
Formado en la Ciudad Deportiva del Real Zaragoza desde la edad de infantil (2002), pasó por todas las categorías hasta el Real Zaragoza "B". En 2012 recaló en el Club Deportivo Ebro. A la temporada siguiente salió a la Sociedad Deportiva Ejea, solo una temporada, para volver al club de La Almozara, en el que jugó en tercera división aragonesa durante dos temporadas en las cuales el club consiguió el ascenso a la Segunda División B. Durante esta época el Real Zaragoza pasó por sus peores momentos económicos, teniendo que hacer ficha futbolistas de categorías inferiores o repescando jugadores que se formaron en su cantera, por lo que el 10 de agosto de 2016 se oficializó que jugaría las siguientes temporadas en el Real Zaragoza. El 27 de noviembre de 2016, durante el partido en el que el Real Zaragoza se enfrenta al Reus Deportiu, sufrió una grave lesión de la que tuvo que ser operado de urgencia para extirparle un testículo.[cita requerida] Reapareció en diciembre pero su rendimiento y sus apariciones fueron irregulares, ejecutando el club al final de temporada la cláusula de desenganche de su contrato que le unía al Real Zaragoza y finalizando esta etapa en su equipo.
En septiembre de 2017 fichó por el Bengaluru Football Club de la Superliga de India, club con el que debutó en el primer partido de la competición. Tras una temporada, se marchó al fútbol chino convirtiéndose en el primer traspaso a un club extranjero por el que un club indio recibiera dinero. Marcó su primer gol con el Zhejiang Greentown Football Club en el segundo partido de liga, la Jia League, frente al Shanghai Shenxin.
Tras esta experiencia en China regresó a la India, donde estuvo en el ATK, ATK Mohun Bagan F. C. y el Hyderabad F. C., en el que jugó hasta el 12 de febrero de 2022.
En abril de 2022 volvió al fútbol chino tras firmar por el Sichuan Jiuniu, en ese momento en la segunda división del país, que dirigía Sergio Lobera y en el que militaban otros jugadores españoles.

## Clubes
| Club                     | País   | Año       |
| ------------------------ | ------ | --------- |
| Real Zaragoza "B"        | España | 2009-2012 |
| C. D. Ebro               | España | 2012-2013 |
| S. D. Ejea               | España | 2013-2014 |
| C. D. Ebro               | España | 2014-2016 |
| Real Zaragoza            | España | 2016-2017 |
| Bengaluru F. C.          | India  | 2017-2018 |
| Zhejiang Greentown F. C. | China  | 2018      |
| ATK                      | India  | 2018-2020 |
| ATK Mohun Bagan F. C.    | India  | 2020-2021 |
| Hyderabad F. C.          | India  | 2021-2022 |
| Sichuan Jiuniu           | China  | 2022-     |

## Palmarés

### Títulos nacionales
| Título             | Club            | País  | Año  |
| ------------------ | --------------- | ----- | ---- |
| Superliga de India | ATK             | India | 2020 |
| Superliga de India | Hyderabad F. C. | India | 2022 |